# Geschichte von Bockenheim
Die Geschichte von Bockenheim ist die Geschichte des heutigen Frankfurter Stadtteils Bockenheim. Deren Zeugnisse reichen bis in die Urgeschichte zurück.

Wappen der Grafschaft Hanau-Münzenberg, zu der Bockenheim von 1320 an gehörte

## Ur- und Frühgeschichte
Die Spuren menschlicher Besiedlung reichen bis in die Jungsteinzeit zurück. So wurde am Diebsgrundweg beim Bau der Bundesbank 1967 eine neolithische Siedlungsgrube entdeckt.
Ein bronzezeitliches Randbeil stammt aus einem Zufallsfund, der mit Ortsangabe „neben der Brunnerschen Fabrik“ versehen ist.
Auch die Eisenzeit ist mit mehreren Funden, die über die Bockenheimer Gemarkung streuen, vertreten. In ihre ältere Phase, die Hallstattzeit, datieren mehrere Gruben einer Siedlung, die 1914 an der Lilienthalallee aufgedeckt wurden, während für die späte Latènezeit aufgrund zerstörter Brandgräber eine Siedlungstätigkeit erschlossen werden kann. Eines der Gräber mit zeittypischer Drehscheibenware wurde bereits 1859 westlich des Schönhofs entdeckt, wohl mehrere andere, die unter anderem zwei rituell verbogene Schwerter mit Scheiden bargen, wurden 1882 auf dem Gelände der Backsteinfabrik des Architekten Hänsel angeschnitten.
Zu römischer Zeit wurde das Gebiet für den Hauptort der Civitas Taunensium – Nida – genutzt. Eine in der Nähe des Diebsgrundwegs vermutete römische Straße Richtung Nida wurde bei den Grabungen 1967 jedoch nicht gefunden. Im Zuge des Limesfalls erhielt Nida im 3. Jahrhundert eine eigene Stadtmauer. Das Baumaterial (Basaltsteine) dafür wurde in den nahe gelegenen Steinbrüchen des heutigen Bockenheim abgebaut, der Straßenname Basaltstraße erinnert an den ehemaligen Steinbruch.

## Mittelalter

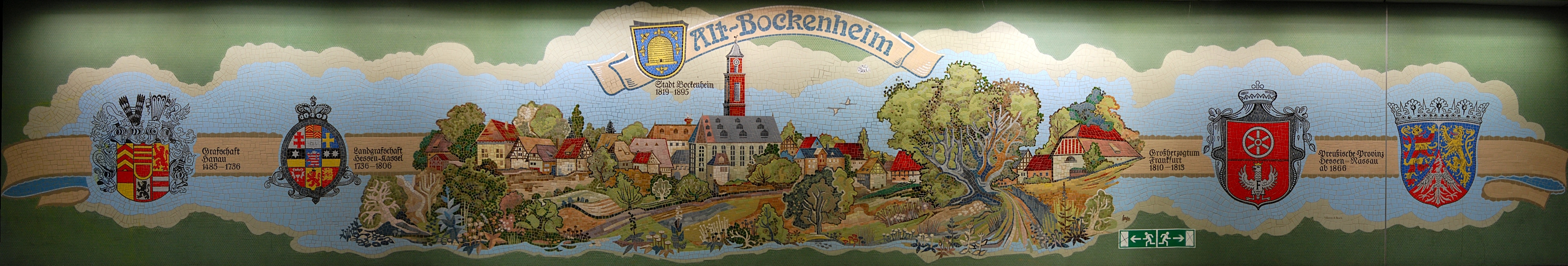
Mosaik mit Ansicht Alt-Bockenheims

### Name
Die älteste erhaltene Erwähnung von Bockenheim im Mittelalter findet sich in einer Schenkungsurkunde zugunsten des Klosters Lorsch, die im Lorscher Codex überliefert ist und in die Zeit von 768 bis 778 datiert. Historische Namensformen waren:
- Bochinheim (767–778)
- Boenheim (821)
- Buckinheim (1254)
- Bockenheim (1263)
- Buckenheym (1281)

### Fernstraßen
Das Dorf war von Frankfurt über die Bockenheimer Landstraße und die Hohe Straße/Via Regia zu erreichen, eine mittelalterliche transeuropäische West-Ost-Verbindung. Der Verlauf dieser Heer- und Handelsstraße deckt sich in etwa mit der heutigen Rödelheimer- und Ginnheimer Straße und führt über die Ginnheimer Höhe zum Diebsgrundweg.

### Territoriale Zugehörigkeit
Seit dem 9. Jahrhundert gehörten die umliegenden Wälder zum Wildbann Dreieich – ein zunächst der königlichen Jagd vorbehaltenes Gebiet. Der Wildbann unterhielt in Bockenheim eine seiner 30 Wildhuben. Der nordmainische Teil des Wildbannes bildete später überwiegend das Gericht und Amt Bornheimerberg.
1320 verpfändete König Ludwig IV. den Bornheimerberg an Ulrich II. von Hanau. 1336 gestattete der Kaiser dann der Stadt Frankfurt, den Bornheimerberg an seiner Stelle von Hanau einzulösen. 1351 aber erneuerte Kaiser Karl IV. die Pfandschaft für Hanau. 1434 wurde Graf Reinhard II. von Hanau von Kaiser Sigismund sogar mit dem Bornheimerberg belehnt. Bei der Teilung der Grafschaft Hanau 1458 kam der Bornheimerberg zur Grafschaft Hanau-Münzenberg.
Das widersprüchliche Verhalten des Reichs führte selbstverständlich zum Streit zwischen Frankfurt und Hanau, zumal Frankfurt sich so von Hanauer Gebiet „umzingelt“ sah. Alle Versuche Frankfurts, dies zu verhindern, scheiterten. Zwar wurden die Ansprüche Frankfurts auf die neunzehn Dörfer des Amtes nach einem über hundert Jahre dauernden Prozess vom Reichsgericht bestätigt, jedoch verfügten weder Frankfurt noch das Reich über die Macht, das Urteil durchzusetzen. So ließ sich die Stadt Frankfurt schließlich 1481 auf einen Vergleich ein: Hanau verzichtete zugunsten Frankfurts auf alle Ansprüche auf die Dörfer Bornheim, Hausen und Oberrad und erhielt das Amt Bornheimerberg im Übrigen exklusiv. Bockenheim wurde damit endgültig hanauisch.
Schon 1438 erlangte Bockenheim das Burgrecht in Frankfurt, also das Recht, dass seine Einwohner bei Gefahr hinter Frankfurter Stadtmauern fliehen durften.

## Frühe Neuzeit

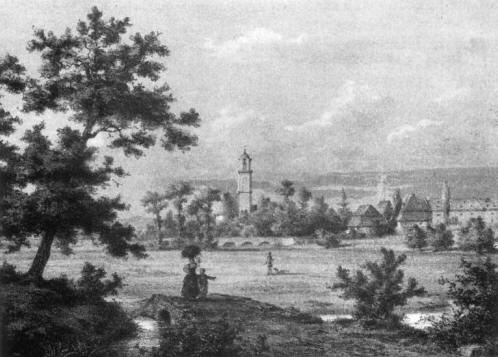
Bockenheim um 1855

### Religiöse Verhältnisse
1321 ist urkundlich erstmals nachweisbar, dass die Pfarrei des St. Bartholomäusstiftes in Frankfurt auch für Bockenheim zuständig war. Ein Geistlicher des Stifts betreute die Gemeinde in Bockenheim. Die örtliche Kirche unterstand dem Patrozinium des Stammvaters Jakob.
Die Reformation setzte sich in der Grafschaft Hanau-Münzenberg in der ersten Hälfte des 16. Jahrhunderts zunächst in ihrer lutherischen Ausprägung durch. Seit 1543 fanden römisch-katholische Messen in Bockenheim nicht mehr statt. Seit der Reformationszeit war die Kirchengemeinde vorübergehend mit der in Eschersheim und Preungesheim verbunden, 1562–1597 und 1608–1625 eine Filialgemeinde der Gemeinde in Eschersheim. Anschließend wurde sie selbständig.
In einer „zweiten Reformation“, wurde die Konfession der Grafschaft Hanau-Münzenberg erneut gewechselt: Graf Philipp Ludwig II. verfolgte ab 1597 eine entschieden reformierte Kirchenpolitik. Er machte von seinem Jus reformandi, seinem Recht als Landesherr Gebrauch, die Konfession seiner Untertanen zu bestimmen, und setzte dies für die Grafschaft weitgehend als verbindlich durch. Da die Lutheraner in Frankfurt verhinderten, dass die dortigen Reformierten in der Stadt Frankfurt Gottesdienst hielten, wich sowohl die französischsprachige als auch die deutschsprachige reformierte Gemeinde nach Bockenheim in die St.-Jakobs-Kirche aus, was der Hanauer Graf förderte, auch indem er den Pfarrer aus Eschersheim deswegen für die nächsten Jahre nach Bockenheim versetzte. Dieses „Kirchenasyl“ war zugleich einer der Anstöße zur Gründung der Hanauer Neustadt.
Die verbleibenden Frankfurter Reformierten nutzten nach 1608 zunächst Gottesdiensträume in Offenbach, ab 1633 wieder in Bockenheim. Während die deutschsprachige reformierte Gemeinde weiter die Jakobskirche nutzte, die dazu baulich erweitert wurde, kaufte die französischsprachige Gemeinde eine Scheune und baute sie zur Kirche aus. 1768 baute sie dann eine neue Kirche. Die Verbindung der Frankfurter deutschsprachigen reformierten Gemeinde zu Bockenheim war intensiv: Sie bestand bis 1787 und einer ihrer beiden Pfarrer war zugleich Pfarrer für die Ortsgemeinde in Bockenheim. Bis 1684 gehörten dazu auch die beiden Filialgemeinden Nied und Griesheim.
Nach dem Regierungsantritt des Grafen Friedrich Casimir aus der lutherischen Linie Hanau-Lichtenberg 1642 begannen sich auch im Hanau-Münzenberger Landesteil wieder lutherische Gemeinden zu bilden, in Bockenheim 1722 als Filiale der Gemeinde in Ginnheim. 1740 hielt sie ihren ersten öffentlichen Gottesdienst und kaufte 1789 die Kirche der französisch-reformierten Gemeinde. Die Spaltung der beiden Kirchen der Reformation wurde mit der Hanauer Union 1818 beendet, als sie zu einer Kirche vereinigt wurden.
Juden sind in Bockenheim nicht vor 1658 als ansässig nachgewiesen. Ein jüdischer Friedhof wurde 1714 angelegt. Es bestand eine Synagoge, die 1874 durch einen Neubau ersetzt wurde.

## Neuzeit

### Territoriale Zugehörigkeit
Nach dem Tod des letzten Hanauer Grafen, Johann Reinhard III., 1736 erbte Landgraf Friedrich I. von Hessen-Kassel aufgrund eines Erbvertrages aus dem Jahr 1643 die Grafschaft Hanau-Münzenberg und damit auch den Bornheimerberg und Bockenheim. Der dörfliche Rahmen wurde infolge der Bevölkerungszunahme Mitte 18. Jahrhundert erweitert, hauptsächlich in Richtung Frankfurt.
In der napoleonischen Zeit stand Bockenheim von 1806 bis 1810 unter französischer Militärverwaltung und gehörte dann von 1810 bis 1813 zum Großherzogtum Frankfurt, Departement Hanau.

### Kurfürstentum Hessen
Anschließend fiel es an Hessen-Kassel, nunmehr „Kurfürstentum Hessen“, zurück. Hier kam es 1821 zu einer grundlegenden Verwaltungsreform, im Rahmen derer Kurhessen in vier Provinzen und 22 Kreise eingeteilt wurde. In diesem Zusammenhang wurde auch Bockenheim am 13. Juni 1819 von Kurfürst Wilhelm I. zur Stadt erhoben. Der Bornheimerberg wurde dem neu gebildeten Landkreis Hanau zugeschlagen. 1831 wurde das Justizamt Bockenheim eingerichtet, das von 1867 bis 1895 als Amtsgericht Bockenheim weitergeführt wurde.
Bockenheim war innerhalb des Kurfürstentums ein relativ bedeutender Ort, in dem nach dem Willen von Kurhessen neben der damals noch industriefeindlich gesinnten Stadt Frankfurt eine der Industrie aufgeschlossene Gemeinde entstehen sollte, in günstiger Nachbarschaft zu dem kaufkräftigen Mittelpunkt von Handel und Verkehr.

#### Industrie
Die Strategie ging auf: Bockenheim entwickelte sich zu einem bedeutenden Industriestandort und damit – neben Hanau und Kassel – zu einem der wirtschaftlichen Zentren Kurhessens. Den Anfang machte die 1820 von Konrad Reifert und Johann Ernst Wagner begründete Chaisenfabrik Wagner und Reifert, die später als Reifert’sche Waggonfabrik in die Produktion von Eisenbahnwagen einstieg. Neben zahlreichen kleineren Betrieben entwickelten sich die Scheideanstalt von Friedrich Ernst Rössler (1843), nachmals Frankfurter A.G. für landwirtschaftlich-chemische Fabrikate, aus der 1863 die Chemische Fabrik Griesheim hervorging, die Metalltuchfabrik Ratazzi und May (1844), die Eisengießerei und Maschinenfabrik für Schuh- und Lederindustrie von Weber und Miller  (1863), seit 1900 Maschinenfabrik Moenus AG, die Maschinenfabrik Pokorny und Wittekind (1872), später: Frankfurter Maschinenbau AG vorm. Pokorny & Wittekind, Hartmann und Braun  (1884) und die Bauersche Gießerei, 1837 in Frankfurt gegründet, seit 1872 in Bockenheim.

#### Bahn
Mit der Main-Weser-Bahn – der erste Zug fuhr hier 1850 – erhielt Bockenheim einen Bahnhof mit einem repräsentativen Empfangsgebäude, das auch eine Suite für den Kurfürsten aufwies. An seiner Stelle steht heute der Bahnhof Frankfurt (Main) West.
1872 fuhr die erste Straßenbahnlinie Frankfurts, eine Pferdebahn der Frankfurter Trambahn-Gesellschaft, von der Hauptwache durch Bockenheim, entlang der heutigen Leipziger Straße, zum Schönhof. Ab 1901 fuhr die Straßenbahn dann elektrisch.

### Königreich Preußen

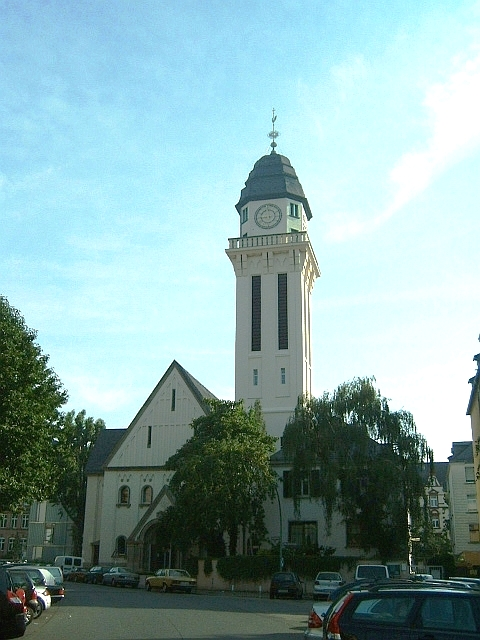
Markuskirche (2006)

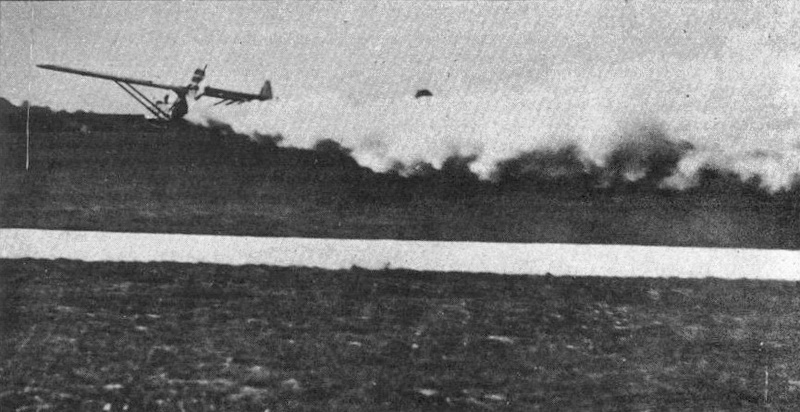
Opel RAK.1 im Flug über dem Flugplatz Frankfurt-Rebstock

Nach dem Krieg von 1866 stand Kurhessen auf der Verliererseite und wurde von Preußen annektiert. Bockenheim gehörte nun zum Regierungsbezirk Wiesbaden der Provinz Hessen-Nassau. 1886 wurde Bockenheim dem Landkreis Frankfurt zugeteilt.
Die römisch-katholische Kirche St. Elisabeth wurde 1868–1870 in neugotischem Stil erbaut. Das Gebäude wurde 1944 im Zweiten Weltkrieg zerstört. Am 30. April 1950 war ihr Wiederaufbau vollendet.

### Kommunale Entwicklung
Zum 1. April 1895 schlossen die Städte Frankfurt (unter Oberbürgermeister Franz Adickes) und Bockenheim (unter Bürgermeister Adalbert Hengsberger) einen Eingemeindungsvertrag, durch den Bockenheim zu einem Frankfurter Stadtteil wurde. Durch die stetige Erweiterung des Frankfurter Westends im 19. Jahrhundert schloss sich die Bebauung zu Bockenheim, das heute auch baulich Teil der Stadt Frankfurt ist.
1912 wurde die Markuskirche eröffnet. Sie wurde 1944 zerstört, 1953 wieder auf- und nach der Zusammenlegung der beiden evangelischen Gemeinden Bockenheims 2005 zum Zentrum Verkündigung der Evangelischen Kirche in Hessen und Nassau umgebaut.
Ebenfalls 1912 wurde in der Bockenheimer Gemarkung, am Rebstockgelände, der erste Frankfurter Flugplatz, der Flugplatz Frankfurt-Rebstock eröffnet. Er wurde bis 1945 als Militärflugplatz genutzt. Der zivile Flugverkehr wurde bereits 1936 auf ein Gelände im Frankfurter Stadtwald verlegt, Keimzelle des heutigen Flughafens Frankfurt. Auf dem Rebstockgelände entstand in den letzten Jahren ein neues Stadtviertel mit Wohnungen für 4.500 Menschen und 5.500 Arbeitsplätzen. Die dortigen Straßen sind nach Luftfahrtpionieren benannt.

#### Bürgermeister
Die Bürgermeister Bockenheims von der Erhebung zur Stadt im Jahr 1819 bis zur Eingemeindung nach Frankfurt 1895:
- Carl Sigismund Hauswald, 1819–1823
- Peter Rein, 1823–1826
- Christian Uber, 1827–1830
- Carl Birck, 1830–1834
- Jakob Noé, 1834–1839
- Advokat Bromm, 1840–1845
- Philipp Brandt, 1845–1859
- Johann Jakob Renfer, 1859–1865
- Friedrich Becker, 1866–1870
- Johann Georg Temme, 1870–1891
- Adalbert Hengsberger, 1891–1895

### Einwohnerentwicklung
1634 gab es 43 Haushalte.(1)
| Jahr      | 1753(1) | 1812(1) | 1818   | 1821(2) | 1834(1) | 1840(1) | 1846(1) | 1852(1) | 1858(1) | 1864(1) |
| --------- | ------- | ------- | ------ | ------- | ------- | ------- | ------- | ------- | ------- | ------- |
| Einwohner | 654     | 1.038   | 1.030  | 1.038   | 2.755   | 3.303   | 3.755   | 4.458   | 4.620   | 5.901   |
| Jahr      | 1871(1) | 1875(1) | 1880   | 1885(1) | 1890    | 1895    | 1910    | 1925    | 1949    | 1961(4) |
| Einwohner | 8.483   | 13.043  | 15.000 | 17.457  | 18.675  | 20.000  | 40.000  | 44.000  | 19.000  | 39.000  |
| Jahr      | 1971(4) | 1978(4) | 2004   | 2007    | 2013    | 2014    | 2015(3) |         |         |         |
| Einwohner | 34.000  | 32.000  | 31.049 | 33.067  | 36.724  | 37.414  | 38.279  |         |         |         |

1. Zahlen aus: „Bockenheim, Stadt Frankfurt am Main“. Historisches Ortslexikon für Hessen. (Stand: 11. November 2014). In: Landesgeschichtliches Informationssystem Hessen (LAGIS).; abgerufen am 8. November 2017
2. Thomas Klein: Grundriß zur deutschen Verwaltungsgeschichte 1815–1845. Reihe A: Preußen. Band 11: Hessen-Nassau einschließlich Vorgängerstaaten. Marburg 1979, S. 109.
3. Am 31. Dezember 2015 nach statistik. aktuell[18]
4. Wolfgang Klötzer: Wahrlich eine schöne und lebendige Stadt. Verlag Waldemar Kramer, Frankfurt am Main 1985, ISBN 3-7829-0300-5, S. 210.

| Einwohner Bockenheims | Einwohner Bockenheims | Einwohner Bockenheims | Einwohner Bockenheims | Einwohner Bockenheims |
| --------------------- | --------------------- | --------------------- | --------------------- | --------------------- |
| Jahr                  |                       |                       |                       | Einwohner             |
| 1753                  | 1753                  |                       | 654                   | 654                   |
| 1812                  | 1812                  |                       | 1.038                 | 1.038                 |
| 1818                  | 1818                  |                       | 1.030                 | 1.030                 |
| 1821                  | 1821                  |                       | 1.038                 | 1.038                 |
| 1834                  | 1834                  |                       | 2.755                 | 2.755                 |
| 1840                  | 1840                  |                       | 3.303                 | 3.303                 |
| 1846                  | 1846                  |                       | 3.755                 | 3.755                 |
| 1852                  | 1852                  |                       | 4.458                 | 4.458                 |
| 1858                  | 1858                  |                       | 4.620                 | 4.620                 |
| 1864                  | 1864                  |                       | 5.901                 | 5.901                 |
| 1871                  | 1871                  |                       | 8.483                 | 8.483                 |
| 1875                  | 1875                  |                       | 13.043                | 13.043                |
| 1880                  | 1880                  |                       | 15.000                | 15.000                |
| 1885                  | 1885                  |                       | 17.457                | 17.457                |
| 1890                  | 1890                  |                       | 18.675                | 18.675                |
| 1895                  | 1895                  |                       | 20.000                | 20.000                |
| 1910                  | 1910                  |                       | 40.000                | 40.000                |
| 1925                  | 1925                  |                       | 44.000                | 44.000                |
| 1949                  | 1949                  |                       | 19.000                | 19.000                |
| 1961                  | 1961                  |                       | 39.000                | 39.000                |
| 1971                  | 1971                  |                       | 34.000                | 34.000                |
| 1978                  | 1978                  |                       | 32.000                | 32.000                |
| 2004                  | 2004                  |                       | 31.049                | 31.049                |
| 2007                  | 2007                  |                       | 33.067                | 33.067                |
| 2013                  | 2013                  |                       | 36.724                | 36.724                |
| 2014                  | 2014                  |                       | 37.414                | 37.414                |
| 2015                  | 2015                  |                       | 38.279                | 38.279                |
|                       |                       |                       |                       |                       |